# Marcel Penquitt
Marcel Penquitt (* 1. Mai 1986 in Ludwigsfelde) ist ein deutscher Politiker (SPD). Er ist seit 2024 Mitglied im Landtag Brandenburg.

## Leben
Penquitt absolvierte eine Ausbildung zum Industriemechaniker bei ThyssenKrupp Umformtechnik Ludwigsfelde und Mercedes Benz Ludwigsfelde. Daraufhin machte er sein Fachabitur am Oberstufenzentrum Ludwigsfelde und arbeite als Breitbandbeauftragter in Teltow-Fläming. Penquitt schloss 2015 ein Studium zum Verwaltungsfachwirt ab und arbeitet seit 2017 als Sachgebietsleiter Wirtschaftsförderung, Tourismus und Mobilität beim Landkreis Teltow-Fläming. 
Penquitt war von 2001 bis 2013 Fußballschiedsrichter und ist seit 2016 Präsident des Ludwigsfelder FC. Er lebt in einer Partnerschaft und hat eine Tochter.

## Politik
Penquitt trat 2002 in die SPD ein, wurde 2019 Vorsitzender der SPD-Fraktion in Ludwigsfelde und 2022 Vorsitzender der SPD Ludwigsfelde. Bei der Landtagswahl in Brandenburg 2024 zog er über das Direktmandat im Landtagswahlkreis Teltow-Fläming I in den Brandenburger Landtag ein.